# Jaakow Dori

Jaʿakow Dori, 1949

Jaʿakow Dori (hebräisch יַעֲקֹב דּוֹרִי Jaʿaqov Dōrī; geboren 1899 in Odessa, Russisches Kaiserreich als Яков Шимонович Достровский, Jakow Schimonowitsch Dostrowskij; gestorben am 22. Januar 1973 in Haifa) war der erste Generalstabschef der israelischen Streitkräfte.

## Leben
Jaʿakow Dori wurde in Russland geboren, seine Familie wanderte jedoch nach antisemitischen Pogromen in Odessa 1905 nach Palästina aus.
Nach seinem Abitur in Haifa wurde er im Ersten Weltkrieg Mitglied der Jüdischen Legion in der britischen Armee. Später trat er der Hagana bei und nahm den Tarnnamen „Dan“ an.
1939 wurde Dori zum Generalstabschef der Hagana ernannt, diesen Posten hielt er bis 1946. Von 1946 bis 1947 leitete er das Büro der Hagana in New York, durch das in den USA Waffen beschafft wurden.
Als der Zahal gegründet wurde, wurde Dori ihr erster Generalstabschef. Trotz seiner Führungsfähigkeiten und seines organisatorischen Talents hatte er im israelischen Unabhängigkeitskrieg auf Grund einer Krankheit Probleme, das Kommando über seine Truppen zu führen, weshalb er weitreichende Führungsaufgaben an seinen Stellvertreter Jiggaʾel Jadin abgeben musste. Er beendete am 9. November 1949 seine Amtszeit als Generalstabschef und damit seine Militärlaufbahn. Nachfolger wurde sein Stellvertreter Jadin.
Nach dem Ausscheiden aus dem Zahal wurde Dori zum Vorsitzenden des zum Büro des Ministerpräsidenten gehörenden Wissenschaftsrats ernannt. Später wurde er Präsident des Technions (Technische Universität) in Haifa. Diese Stellung hatte Jaʿakow Dori bis 1965 inne.